# Ayhan Tumani
Ayhan Tumani (* 2. Oktober 1971 in Antakya) ist ein ehemaliger deutsch-türkischer Fußballspieler und heutiger Fußballtrainer. Nach dem Abitur und der Aufnahme seines Studiums (Sport und Mathematik auf Lehramt) startete er seine Spielerkarriere und später seine Trainerlaufbahn im Profifußball.

## Laufbahn

### Als Spieler
In der Jugend war Tumani aktiv bei FCE Augustdorf und dem FC Stukenbrock. Er wurde in Deutschland vor allem durch seine Zeit als Profifußballer bei Arminia Bielefeld und Hannover 96 bekannt. Mit Arminia Bielefeld schaffte er in den Jahren 1994 bis 1996 den Doppelaufstieg und somit direkten Durchmarsch von der Regionalliga in die Fußball-Bundesliga. Dort zählte er zu den Publikumslieblingen der Arminen-Fans.
In den Niederlanden spielte Tumani für den FC Volendam und NEC Nijmegen in der Ehrendivision, der höchsten niederländischen Spielklasse. In den letzten Jahren seiner Spielerkarriere erwarb er die DFB C-/B- und A-Trainerlizenzen und schloss erfolgreich ein Sportmanagement-Studium ab.

### Als Trainer
Von 2005 bis 2008 arbeitete er in verschiedenen Funktionen beim Wuppertaler SV Borussia, zuletzt in der Saison 2007/08 als Cheftrainer von Wuppertaler SV II und gleichzeitig als Co-Trainer der 1. Mannschaft.
In der Saison 2008/09 absolvierte Tumani die erstmals elf Monate dauernde Fußball-Lehrer-Ausbildung an der DFB-Hennes-Weisweiler-Akademie in Köln und ist seitdem im Besitz der UEFA-Pro-Licence (UEFA-Fußball-Lehrer-Lizenz), der höchsten Trainerlizenz im Fußball. Im Rahmen dieser Ausbildung hospitierte er beim 1. FC Köln unter Cheftrainer Christoph Daum. Nach seiner Ausbildung beim DFB folgte Tumani Daum zum Rekordmeister Fenerbahçe Istanbul in die Süper Lig (Türkei).
Am 26. Mai 2012 wurde Tumani als neuer Co-Trainer von Peter Hyballa beim österreichischen Bundesligisten SK Sturm Graz präsentiert. Er unterschrieb einen bis 2014 laufenden Vertrag. Von September 2012 bis März 2013 war er Geschäftsführer Sport beim SK Sturm Graz.
Im September 2017 engagierte der SC Paderborn 07 Tumani als Sportlichen Leiter des Nachwuchsleistungszentrums. Zwischenzeitlich warf er auch Trainer der A-Jugend (U19). Sein Vertrag als Sportlicher Leiter läuft ohne Befristung.